# ノーマン・スティーンロッド
ノーマン・アール・スティーンロッド（英: Norman Earl Steenrod、1910年4月22日 - 1971年10月14日
）はアメリカ合衆国の数学者。代数的位相幾何学への貢献で知られる。

## 経歴
オハイオ州デイトンに出生し、マイアミ大学とミシガン大学（1932年にA.B.獲得）で学んだ。1934年、ハーバード大学で修士号を獲得し、プリンストン大学に入学した。プリンストンではソロモン・レフシェッツの下、Ph.D.課程を修了した。
1939年から1942年までシカゴ大学、1942年から1947年までミシガン大学に在職した。1947年にプリンストン大学に移り、残りのキャリアを教員としてここで過ごした。スティーンロッドは Annals of Mathematics 誌の編集者を務めた。また米国科学アカデミーの会員であった。妻キャロリーン・ウィッター（Carolyn Witter）と2人の子どもを残し、プリンストンで没した。

## 功績
レフシェッツらの仕事により、1940年代初頭にはコホモロジーのカップ積の構造が解明された。スティーンロッドはカップ積を一般化した、コホモロジー群から他のコホモロジー群への演算（スティーンロッド平方）を定義することに成功した。この追加された構造によって、コホモロジーはより細かな不変量となった。スティーンロッドのコホモロジー演算は、スティーンロッド代数として知られる（非可換）代数論の体系を構築した。
スティーンロッドの書籍 The Topology of Fibre Bundlesは、標準的な文献である。サミュエル・アイレンベルグと共同して、ホモロジー論の公理的アプローチを創設した。詳細はアイレンベルグ-スティーンロッドの公理を参照。

## 出版物
- Steenrod, Norman E. (1943). “Homology with local coefficients”. Annals of Mathematics 44 (4):  610–627. doi:10.2307/1969099. JSTOR 1969099. MR0009114.
- Eilenberg, Samuel; Steenrod, Norman E. (1945). “Axiomatic approach to homology theory”. Proceedings of the National Academy of Sciences of the United States of America 31 (4):  117–120. Bibcode: 1945PNAS...31..117E. doi:10.1073/pnas.31.4.117. MR0012228. PMC 1078770. PMID 16578143.
- Steenrod, Norman E. (1947). “Products of cocycles and extensions of mappings”. Annals of Mathematics 48 (2):  290–320. doi:10.2307/1969172. JSTOR 1969172. MR0022071.
- Steenrod, Norman E. (1962), Epstein, David B. A., ed., Cohomology operations, Annals of Mathematics Studies, 50, Princeton University Press, ISBN 978-0-691-07924-0, MR0145525[4]